# علم السمع

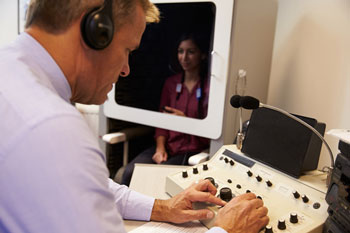

السمعيات أو علم السمع هو العلم الذي يدرس السمع والتوازن والاضطرابات المرتبطة بذلك. يعمل الممارسين في هذا التخصص على معالجة المصابين بفقدان السمع، والقيام بعملية التأهيل السمعي للأشخاص الذين يعانون من الضعف السمعي. بالإضافة إلى عمل إجراءات وقائية تتعلق بأي من الأضرار التي تتعلق بالجهاز السمعي.
كما يُعرّف أيضاً بأنه فرع من العلوم الذي يعنى بالسمع، والتوازن، والاختلالات المرافقة لها. يقوم اختصاصيو السمع بمعالجة المصابين بفقدان السمع، واتخاذ الإجراءات الوقائية لمنع الأضرار المتعلقة بها. وإضافة إلى ذلك يقوم المختصين باستراتيجيات اختبارية (على سبيل المثال: فحص السمع، قياسات الانبعاثات، والاختبارات الكهربية). ويهدف علم السمعيات لتحديد ما إذا كان شخص ما يمكن أن يسمع ضمن المعدل الطبيعي، وإذا لم يكن كذلك، أي أجزاء السمع التالية (عالية، متوسطة، أو الترددات المنخفضة) يستطيع أن يسمع وإلى أي درجة. وفي حال كان تشخيص اخصائي السمع بوجود خلل دهليزي، أو فقدان سمعي سوف تقدم توصيات للمريض بعدة خيارات قد تكون مساعدة لحالته ومنها: (مساعدات سمعية، و زراعة القوقعة، والإحالات الطبية المناسبة).
بالإضافة إلى اختبار السمع، يستطيع اخصائي السمع أيضا العمل مع مجموعة واسعة من العملاء في إعادة التأهيل (الناس مع طنين، واضطرابات المعالجة السمعية، ومستخدمي زراعة قوقعة أو الأدوات المساعدة للسمع). وتشمل المجموعة الأطفال حتى قدامى المحاربين ويمكن أن تؤدي تقييم طنين والنظام الدهليزي.

## التاريخ
ظهور استخدام مصطلح «علم السمع» أو «أخصائي السمع» يعود فقط لعام 1946، والمبتكر الأول للاسم لا يزال غير معروف، ولكن بيرغر حددت بعض الأسماء التي يحتمل أن يكونوا أصحاب الاسم ومنهم: ماير، هارغريفز، شيرويلارد، ستانلي نواك، نورمان كانفيلد، أو ريمون كارهارت.
وفي السيرة الذاتية التي كتبها «روبرت جالامبوس» أشار إلى «هالويل دافيس» كأول من ابتكر اسم «علم السمع» قائلين إن هذا التعبير السائد انذاك «التدريب السمعي» يبدو وكأنه وسيلة لتعليم الناس كيفية تذبذب مسامعهم.
وقد كانت جامعة نورث ويسترن أول جامعة تطرح «علم السمع» كمساق جامعي من قبل «كاررهارت»، وكانت بداية ظهور علم السمع لمعالجة الأضرار السمعية لضحايا الحرب العالمية الثانية.

## أخصائي السمع
اخصائي السمع هو الشخص المتخصص في تحديد وتشخيص وعلاج ومراقبة الاضطرابات السمعية والخلل الدهليزي في الأذن. كما يقوم بدراسة طريقة عمل الجهاز السمعي والقيام بالأبحاث المتخصصة في علم السمعيات، ويعمل على فحص الجهاز وتشخيص موقع الإصابة فيه. بالإضافة إلى دراسة تأثير الضجيج البيئي على الأشخاص، والعمل على تثقيف المرضى والمجتمع بضعف السمع ومشاكله. كما يقوم بإجراءات الكشف المبكر لضعف السمع عند الأطفال حديثي الولادة وإعداد برامج وقائية لذلك. ويكون اخصائي السمع مؤهل ومدرب لعلاج وإدارة مشاكل السمع وطنين الأذن، إضافة إلى مشكلات التوازن. ويكمن دوره أيضا في تركيب واستبدال السماعات الطبية، إضافة إلى اصلاحها في حال تعطلها ويقوم اخصائي السمعيات بزراعة القوقعات السمعية، إن رأى عدم جدوى السماعات الطبية. ولا يقتصر دوره على ذلك فحسب، بل يقوم بتوجيه النصح والإرشادات لأهالي فاقدي السمع حول كيفبة التعامل مع ابنهم الأصم، وتعليمهم مهارات التأقلم معه. ويقوم اخصائي السمع بتقديم إرشادات حول كيفية تشخيص ومعرفة فقدان السمع عند الرضّع.
كما أنه يساعد على تصميم وتنفيذ برامج السلامة السمعية الشخصية والصناعية، وبرامج فحص السمع لحديثي الولادة، وبرامج فحص السمع في المدارس، وتوفير سدادات الأذن المناسبة وغيرها من أجهزة حماية السمع للمساعدة في منع فقدان السمع. ويتم تدريب اخصائيو السمع لتقييم الاضطرابات الدهليزية الطرفية القادمة من أمراض الأذن الداخلية. عدا عن ذلك، يقوم اخصائيو السمع بتوفير علاجات وحل مشكلات فقدان التوازن، وبعض الاضطرابات الدهليزية مثل: نوبات الدوار الموضعية الحميدة، ومنهم علماء سمعيين يدخلون في المجالات البحثية المتخصصة في العلوم السمعية.
اخصائيو السمع مدربون في علم التشريح وعلم وظائف الأعضاء، السمع، زراعة القوقعة، الكهربية، الصوتيات، علم النفس البدني، والأمراض العصبية، واضطرابات التوازن، وتقديم المشورة ولغة الإشارة.
يقوم أخصائيو السمع أيضا بعمل برنامج فحص السمع للأطفال حديثي الولادة الذي أصبح إلزاميا في العديد من المستشفيات في الولايات المتحدة والمملكة المتحدة والهند. أخصائي السمع يتخرج عادة مع واحدة من المؤهلات التالية: ماجستير (السمع)، Au.D. STI، دكتوراه، أو SCD، اعتمادا على برنامج البلاد.

## المتطلبات

### أستراليا
يجب أن يحمل متخصصو السمع في أستراليا درجة الماجستير في علم السمع، والبديل من ذلك هي درجة البكالوربس من الخارج المعتمدة من قبل فياسيس. وليس مطلوبا من متخصصي السمع ان يكونوا أعضاء في الهيئة المهنية. ولكن لتوزيع أجهزة السمع للمتقاعدين والمحاربين القدامى فيجب أن يكون لدى المتخصصون بعلم السمع سنتين من الخبرة السريرية ويتم تسجيلهم لدى هيئة الموافقة مثل: علم السمع الأسترالية أو الكلية الأسترالية لعلم السمع التعريف العام لمتخصصي السمع هو خريج جامعي لديه مؤهلات الدراسات العليا لعلم السمعأو ما يعادلها من تدريبات. ولدى متخصصو السمع مسؤوليات وخبرة واسعة في جميع المجالات غير الطبية للخدمات السمعية (بما في ذلك تقييم السمع وإعادة تأهيل ضعف السمع التي تتضمن أجهزة السمع وصفة طبية، التركيب والإدارة). متخصص قياس السمع هو من أكمل دورة في قياس السمع وحصل على شهادة tafe وتلقى تمارين المنزل من صناعة أجهزة السمع.
يقوم الاتحاد السمعي الأسترالي بتداول أجهزة السمع استنادا لعلم السمع الأسترا الي من خلال مدونة لقواعد السلوك ومعايير الممارسة، وتحكم الممارسة المهنية الأعضاء في علم السمع الأسترالية. ولتلبية هذه المعايير العالية يتولى الأعضاء بالتطوير المهني لتمكينهم من المحافظة على المهارات المناسبة والتعلم بمجالاتهم في الممارسة المهنية. والهدف من الاستمرار في برنامج التطوير المهني هو توفير بنية لتمكين الأعضاء من توثيق الطرق رسميا؛ لاتساع مهارات مهنتهم ومعرفتهم. ويستمر علم السمع الأسترالي بتطوير برنامج مهني لتقديم التقدير والتشجيع لكي تستمر مشاركة أعضاء علم السمع الأسترالي بتطوير مهني عالي الجودة. ويساعد هذا البرنامج أعضاء السمع الأسترالي للتوضيح لأصحاب المصلحة الخارجيين (العملاء، أرباب العمل، الحكومة، المجتمع، مجموعة مهنية أخرى) من الالتزام بتحقيق معايير كفاءة مهنية عالية لمتخصصي السمع.
ويركز هذا البرنامج على المحافظة على ممارسة عالية للجودة ويتم معادلة شهادة الممارسة السريرية الأسترالية للأعضاء الذين لا يطلب منهم توثيقا رسميا لدرجة البكالوريس. ولن يتم إصدار شهادة الممارسة السريرية ويطلب من أعضاء (acaud) توضيح كفاءتهم المهنية وتقييم ضد معايير الكفاءة المهنية لدى (acaud).
الكفاءات المعترف بها تظهر على شهادة كفاءة الأعضاء التي تعرض بشكل بارز في عيادة العضو ويتم تجديدها سنويا. ويوجد 5 جامعات في أستراليا تقدم برامج الدراسات العليا من خلال مسار العمل والأبحاث بعلم السمع للطلبة من الخارج والمحليين، ويتم تسجيل جميع البرامج التي تقدمها على أنها مؤهلة للحصول على العضوية في المجتمع هناك 5 جامعات في أستراليا التي تقدم برامج الدراسات العليا (عبر مسار العمل و/ أو درجة بحوث) في علم السمع للطلاب المحليين والأجانب. يتم تسجيل جميع البرامج التي تقدمها على أنها مؤهلة لعضوية الجمعية - السمعيات أستراليا والجمعية الدولية لعلم السمع (ISA)، وتلك الجامعات هي:
- جامعة غرب أستراليا.
- جامعة ملبورن.
- جامعة فلندرز.
- جامعة ماكواري.
- جامعة كوينزلاند.

## المتطلبات

### أستراليا
يجب أن يحمل متخصصو السمع في أستراليا درجة الماجستير في علم السمع، والبديل من ذلك هي درجة البكالوربس من الخارج المعتمدة من قبل فياسيس. وليس مطلوبا من متخصصي السمع ان يكونوا أعضاء في الهيئة المهنية. ولكن لتوزيع أجهزة السمع للمتقاعدين والمحاربين القدامى فيجب أن يكون لدى المتخصصون بعلم السمع سنتين من الخبرة السريرية ويتم تسجيلهم لدى هيئة الموافقة مثل: علم السمع الأسترالية أو الكلية الأسترالية لعلم السمع التعريف العام لمتخصصي السمع هو خريج جامعي لديه مؤهلات الدراسات العليا لعلم السمع وما يعادلها من تدريبات. ولدى متخصصو السمع مسؤوليات وخبرة واسعة في جميع المجالات غير الطبية للخدمات السمعية (بما في ذلك تقييم السمع وإعادة تأهيل ضعف السمع التي تتضمن أجهزة السمع وصفة طبية، التركيب والإدارة). متخصص قياس السمع هو من أكمل دورة في قياس السمع وحصل على شهادة tafe وتلقى تمارين المنزل من صناعة أجهزة السمع.
يقوم الاتحاد السمعي الأسترالي بتداول أجهزة السمع استنادا لعلم السمع الأسترا الي من خلال مدونة لقواعد السلوك ومعايير الممارسة، وتحكم الممارسة المهنية الأعضاء في علم السمع الأسترالية. ولتلبية هذه المعايير العالية يتولى الأعضاء بالتطوير المهني لتمكينهم من المحافظة على المهارات المناسبة والتعلم بمجالاتهم في الممارسة المهنية. والهدف من الاستمرار في برنامج التطوير المهني هو توفير بنية لتمكين الأعضاء من توثيق الطرق رسميا؛ لاتساع مهارات مهنتهم ومعرفتهم. ويستمر علم السمع الأسترالي بتطوير برنامج مهني لتقديم التقدير والتشجيع لكي تستمر مشاركة أعضاء علم السمع الأسترالي بتطوير مهني عالي الجودة.ويساعد هذا البرنامج أعضاء السمع الأسترالي للتوضيح لأصحاب المصلحة الخارجيين (العملاء، أرباب العمل، الحكومة، المجتمع، مجموعة مهنية أخرى) من الالتزام بتحقيق معايير كفاءة مهنية عالية لمتخصصي السمع.
ويركز هذا البرنامج على المحافظة على ممارسة عالية للجودة ويتم معادلة شهادة الممارسة السريرية الأسترالية للأعضاء الذين لا يطلب منهم توثيقا رسميا لدرجة البكالوريس. ولن يتم إصدار شهادة الممارسة السريرية ويطلب من أعضاء (acaud) توضيح كفاءتهم المهنية وتقييم ضد معايير الكفاءة المهنية لدى (acaud). الكفاءات المعترف بها تظهر على شهادة كفاءة الأعضاء التي تعرض بشكل بارز في عيادة العضو ويتم تجديدها سنويا. ويوجد 5 جامعات في أستراليا تقدم برامج الدراسات العليا من خلال مسار العمل والأبحاث بعلم السمع للطلبة من الخارج والمحليين، ويتم تسجيل جميع البرامج التي تقدمها على أنها مؤهلة للحصول على العضوية في المجتمع.
هناك 5 جامعات في أستراليا التي تقدم برامج الدراسات العليا (عبر مسار العمل و/ أو درجة بحوث) في علم السمع للطلاب المحليين والأجانب. يتم تسجيل جميع البرامج التي تقدمها على أنها مؤهلة لعضوية الجمعية - السمعيات أستراليا والجمعية الدولية لعلم السمع
(ISA)، وتلك الجامعات هي:
- جامعة غرب أستراليا.[10]
- جامعة ملبورن.
- جامعة فلندرز.[11]
- جامعة ماكواري.[12]
- جامعة كوينزلاند.[13]

### كندا
في كندا يشترط الحصول على درجة«الماجستير» في علم السمع حتى يسمح بمزاولة المهنة، وتنظم هذه المهنة في بعض المحافظات منها: نيو برونزويك، كيبيك وأونتاريو، ومانيتوبا وساسكاتشوان والبرتا وكولومبيا البريطانية، حيث أنه من غير القانوني ممارسة المهنة من قبل غير المسجلين كأعضاء دائمي العضوية في الهيئة الرقابية التنظيمية للمحافظات.
هناك حاليا خمس جامعات في كندا التي تقدم برامج الدراسات العليا في علم السمع، ويتطلب التقديم لها ان يكون المشترك قد أتم تقديم إحدى المساقات الجامعية التالية: (عادة في علم الأصوات، علم الصوتيات، علم النفس المتطور، والإدراك، وعلم التشريح، والاحصاءات والفيزياء وطرق البحث)، أو أن يقدم سنة تحضيرية قبل دخول البرنامج، أو حسب المعدل الأكاديمي للبكالوريوس للمتقدم للبرنامج.
الجامعات التالية تقدم ماجستير في علم السمع:
- جامعة كولومبيا البريطانية (BC)
- جامعة مونتريال (QC) - التعليمات الفرنسي
- جامعة ويسترن أونتاريو (ON)
- جامعة أوتاوا (أونتاريو) - تعليم الفرنسية
- جامعة دالهوزي (NS)

### الهند
أنشأت الحكومة الهندية جميع معاهد للسمع والنطق وأصبحت معهد البلاد الرائدة في مجأل اضطرابات الاتصال منذ عام 1966، وفي مجال برنامج معالجة السمع والنطق الذي بدأ بنفس السنة في كلية T.N الطبية ومستشفى بلنير في بومبيا.ويوجد حاليا 20 جامعة في الهند تقوم بتوفير برامج امراض الكلام والسمع وهذه البرامج معتمدة من قبل مجلس إعادة التأهيل لممارسة علم السمع وتتطلب الحاجة المهنية بان تكون الممارسة مسجلة
برنامج جمعية السمع والنطق الهندية هي للمتخصصي السمع حيث يتم عقد مؤتمرات سنوية، وتحتاج المؤسسة التعليمية لمنج الدرجات إلي تحقيق الاعتراف من Rci. ويوجد حاليا 70 مؤسسة تقدم على الأقل شهادة البكالوريس الجامعية، وهناك ما يقارب 20 جامعة تمنح الدراجات العليا مثل درجة الماجستير في علم أمراض السمع والنطق وعدد قليل من هذه المؤسسات البارزة توجد في شمال الهند هي كلية جوباند ساين سينغ الطبية التي تقع في فرديكوت -بانجب، ومعهد الدراسات العليا في البحوث والتعليم الطبي شاندتيغار ومعهد كلي يافا يونج الوطني لمعوقين السمع ويوجد في بومبا في غرب الهند، ويوجد في الهند ما يقارب 1000عيادة خاصة أو أكثر تقدم خدمات للسمع والنطق.
وشهادة السمع في الهند معترف بها دوليا فهي فريدة من نوعها، ومتعددة اللغات والثقافات، تقدم جامعاتها تواصل ممتاز باللغة الإنجليزية ولذلك يزداد الطلب العالمي عليها، مع الأخذ بعين الاعتبار نقص هؤلاء الخريجيين وخاصة في البلدان الغربية. وفي الآونة الاخيرة عانت المهنة من إدخال برامج الدبلوم على المدى القصير مما أدى إلى التخفيف من الطلب على الخدمات وخاصة أجهزة السمع وهذا أدى إلى قيام احتجاجات حاشدة لوقف هذه الدورات والحد من الممارسات الخاطئة.

### ماليزيا
لا يوجد سوى ثلاث مؤسسات تعليمية ماليزية التي تمنح درجات علمية في علم السمع وهي:
- جامعة كبانغسان ماليزيا.
- جامعة العلوم الماليزية.
- الجامعة الإسلامية الدولية في ماليزيا.

### المملكة المتحدة
هناك حاليا ثلاث طرق لتصبح اختصاصي السمع مسجل:
- البكالوريوس في علم السمع.
- ماجستير في علم السمع.
- اكمال دبلوم على درجة البكالوريوس في مادة علمية ذات صلة، وهي متاحة في ساوثامبتون، مانشستر، لندن وادنبره.

هناك 10 مؤسسة تعليمية المملكة المتحدة التي تقدم درجات علمية في علم السمع:
- جامعة أنجليا روسكين.
- جامعة دي مونتفورت.
- جامعة مانشستر.
- جامعة ليدز.
- جامعة استون.
- جامعة الملكة مارجريت.
- جامعة ساوثهامبتون.
- جامعة سوانسي.
- جامعة ميدلسكس.
- جامعة كوليدج في لندن.

### الولايات المتحدة الأمريكية
في الولايات المتحدة ينظم متخصصو السمع بترخيص من الدولة أو التسجيل في جميع الولايات ال 50 ولاية ومقاطعة كولومبيا. ابتداء من عام 2007، وأصبح الدكتوراه في علم السمع متطلب أساسي (Au.D.) درجة ودرجة الدخول للممارسة السريرية لبعض الدول، ومن المتوقع أن معظم الدول ستتبع هذا المطلب قريبا جدا، كما لم يعد هناك أي برامج مهنية في علم السمع التي تقدم درجة الماجستير.
الحد الأدنى من المتطلبات نيل درجة الدكتوراة في علم السمع تشمل ما لا يقل عن 75 ساعة فصل من الدراسة بعد البكالوريا، وتلبية الكفاءات المقررة، اجتياز الامتحان الوطني التي يقدمها التطبيق العملي سلسلة من خدمة الاختبارات التربوية، وتجربة التدريب العملي الذي يعادل ما لا يقل عن 12 شهرا بدوام كامل، تحت إشراف التجربة. ومعظم الدول مستمرة متطلبات تجديد التعليم التي يجب الوفاء بها للبقاء على الترخيص.
يمكن لأخصائي السمع أيضا كسب شهادة من الجمعية الأمريكية للكلام واللغة والسمع أو يسعى لشهادة المجلس من خلال المجلس الأميركي لعلم السمع (ABA). كما تطلب معظم الولايات شهادة توزيع المساعدات السمعية على لتمكين اختصاصي السمع من توزيعها، على الرغم من التشريعات الجارية حاليا في العديد من الولايات التي أن تتطلب هذه الخطوة الإضافية.
في الماضي عقد متخصصو السمع الحصول على درجة الماجستير ورخصة الرعاية الصحية المناسبة، ولكن في عام 1990 بدأت المهنة للانتقال إلى مستوى الدكتوراه كمتطلب كحد أدنى، كانت البداية في الولايات المتحدة في عام 2007.وكان لدى متخصصو السمع الحاجة إلى الحصول على درجة الدكتوراة في علم السمع من جامعة معترف بها وقبل ممارسة برنامج مهني. تطلب جميع الولايات الترخيص، وقد يحمل متخصصوالسمع شهادة البورد الوطني من المجلس الأمريكي لعلم السمع أو شهادة الكفاءة السريرية لعلم السمع من معهد السمع والنطق الأمريكي.
متخصص السمع هو ممارس مستقل لا يحتاج إلى أمر أو اشراف الطبيب لكن العديد منهم يعملون في مكاتب الأطباء وفي المستشفيات. ويبلغ متوسط الراتب لدى متخصصوا السمع في الولايات المتحدة ما يقارب 65,000 دولار في عام 2008 وفقا لمكتب احصاءات العمل. ومتخصص السمع هو من يكسب أكثر من من 98,880 دولار سنويا وعادة ما يكون من خلال الممارسات الخاصة.

## روابط خارجية
- Academy of Doctors of Audiology
- American Academy of Audiology
- Audiology Resources - Resources for audiology professionals and students, including a specialist discussion forum.
- British Academy of Audiology
- Canadian Academy of Audiology
- National Institute on Deafness and Other Communication Disorders (NIDCD)
- National Student Speech Language and Hearing Association